# Pussy′s Dead
Pussy′s Dead – trzeci album grupy Autolux, wydany w 2016 roku. Singlami promującym album były „Soft Scene” i „Change My Head”. Do tych utworów oraz do utworu „Brainwasher” powstały filmy video. Album ukazał się nakładem 30th Century Records jako CD i 180-gramowy winyl. Tydzień przed premierą został udostępniony w całości do odsłuchu dla użytkowników Apple Music.

## Spis utworów
1. „Selectallcopy” – 4:26
2. „Soft Scene” – 5:06
3. „Hamster Suite” – 3:04
4. „Junk for Code” – 3:26
5. „Anonymous” – 2:49
6. „Brainwasher” – 3:07
7. „Listen to the Order” – 4:17
8. „Reappearing” – 2:52
9. „Change My Head” – 5:05
10. „Becker” – 4:22

## Twórcy
- Wszystkie utwory nagrane przez zespół Autolux w składzie Carla Azar, Eugene Goreshter, Greg Edwards
- Okładka  – Anthony Lister
- Projekt – Julian Gross
- Mastering – Joe LaPorta
- Mix – Kennie Takahashi (1-5, 9), Stuart White (2, 6-8, 10)
- Produkcja – BOOTS
- Nagranie – BOOTS, Kennie Takahashi